# Zórád Ernő
Zórád Ernő (Balassagyarmat, 1911. október 16. – Budapest, 2004. április 8.) képregényrajzoló, festő, grafikus, illusztrátor, karikaturista, iparművész, a „Precíz Bohém”.

## Önmagáról
Saját elmondása szerint a képregény műfaját eleinte utálta és lenézte, kényszerűségből kezdett vele foglalkozni; mégis, miután felismerte, hogy "a képregény az alkalmazott grafika lehető legnehezebb műfaja", annak talán legelismertebb és legnagyobb hatású hazai képviselőjévé vált, nagy szerepe volt a művészi értékű képregény kialakításában.

## Élete és munkássága
Zórád felvidéki, elszegényedett középnemesi családból származott, Zórád Miklós és Wéber Kamilla gyermekeként született. Gyermekéveit a Hont vármegyei Dacsókeszin töltötte. Családjának 1921-ben, komoly anyagi gondok miatt el kellett hagynia a trianoni békediktátum alapján Csehszlovákiához került Dacsókeszit, és Budapestre költöztek, a Tabánba. Kiemelkedő rajztehetsége korán megmutatkozott, 1927 és 1929 között az Iparművészeti Iskolában tanult Haranghy Jenő tanítványaként. Évfolyamtársa volt Ehrenfeld Miklós és Tóth Imre, akik később Michel Gyarmathy, illetve Amerigo Tot néven váltak ismertté. 1933. február 11-én Budapesten házasságot kötött az újpesti születésű Printz Ilonával, Printz Rezső és Péter Anna lányával.
Zórád a második világháborúban a lovastüzérségnél szolgált Galíciában. A háború után kezdett a sajtóban dolgozni, először a Parragi György vezette Magyar Vasárnapnak, majd a Pesti Izének is rajzolt grafikákat, karikatúrákat. E lapok megszűnése után, 1951-ben került az Ifjúsági Lap- és Könyvkiadó Vállalathoz. 1957-től címlapokat rajzolt a Füles rejtvénymagazinnak. Első képregénye, a Karl May regényéből készült Winnetou 1957-ben jelent meg. Ezt a munkáját egyáltalán nem tartotta sokra (mint mondta, „minden utálatom meglátszott rajta”).

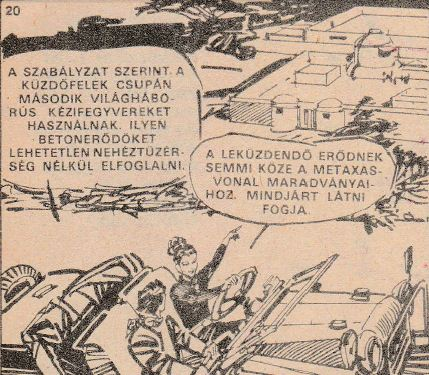
Az erőd című képregény egyik képkockája a Füles rejtvénymagazinból (a jelenetben Edit Nicharchos bemutatja Sorensennek az erődöt)

A következő évtizedekben számtalan képregényt rajzolt (főként Cs. Horváth Tibor szövegíróval), amelyek a kor szűkös lehetőségei miatt csaknem mind irodalmi művek adaptációi voltak és néhány oldalas fekete-fehér folytatásokban jelentek meg különböző magazinokban. A '70-es és '80-as években néhány munkája teljes füzetekben, akvarellel színezett, nagyalakú albumokban, egész oldalas festményekkel gazdagítva látott napvilágot (1975-ben a Winnetout is újrarajzolta); ezek a füzetek – jobbára szintén irodalmi adaptációk és történelmi képregények – ma a gyűjtők féltve őrzött kincsei. Zórád alkalmazta először 1970 körül a kollázstechnikát, ami védjegyévé vált: a korhangulat megteremtése érdekében metszeteket, fényképrészleteket helyezett el a rajzok között.
Rendkívüli grafikai tudása mellé széles körű műveltség párosult, ennek köszönhetően mindig hitelesen tudott megrajzolni letűnt korokat; a történelmi személyeket és helyszíneket igyekezett a legapróbb részletekig hűen visszaadni. Vallotta, hogy egy képregényrajzolónak mindent tudni kell, minden tudományterületen jártasnak kell lenni ahhoz, hogy hitelesen mutathassa be a művének tárgyát. Olyan művész volt, aki nem leereszkedett a lenézett műfajhoz, hanem a képregényt emelte művészi színvonalra.
Zórád nem csak a képregényben alkotott maradandót, 1952-től kezdve számos diafilmet készített, magazinokat, könyveket illusztrált. Sok illusztrációt készített kedvenc írói, Krúdy Gyula, Mikszáth Kálmán és Móricz Zsigmond műveihez. Eredeti hivatásának, a festészetnek sosem fordított hátat, akvarelljeiből többször nyílt kiállítás (először 1947-ben Budapesten) itthon és külföldön egyaránt. Mesterien bánt a vízfestékkel, és annak fedőfestékes változatával, a gouache-sal. Legismertebb és talán legszebb képsorozatán az 1930-as években lebontott bohém Tabánt örökíti meg (a képeket évtizedekkel a városrész lebontása után, egykori vázlatai alapján és emlékezetből festette). Művei Balassagyarmaton és Ipolyságon a Városi Képtárban láthatók.
Zórád Ernő 2000-ben megkapta a Magyar Köztársasági Érdemrend tisztikeresztjét, az I. kerületi önkormányzat a „Budavár Díszpolgára” címet adományozta neki.
Nagybátyja, Zórád Géza, ismert festő volt. Unokatestvérének, Zórád Eta (Etelka) költőnek több könyve is megjelent a két világháború között.

## Művei

### Színes képregények
- Könyves király
- Utazás Plutóniába
- Pompeji utolsó napjai
- Névtelen vár
- Az időspirál
- Winnetou
- Visszatérés a Földre
- Titok a világ tetején
- Doktor Diagoras
- A titkos övezet rejtélye
- Az ezüstflotta kincse
- Hajdúk kapitánya
- Sztrogof Mihály
- A titokzatos automaták
- A Musgrave-szertartás
- Family Hotel
- VII. Emánuel
- Az utolsó mohikán
- A fekete marshall
- Huszárkaland

### Könyvek, albumok
- Egy vándorfestő ifjúságai, 1911–1951; ill. a szerző; Héttorony, Bp., 1990
  - Visuall Kft.–kArton Karikatúra és Képregény Múzeum Alapítvány, Bp., 2003
- Tabán, a háromszáz éves kártyavár; ill., szerk. Zórád Ernő; Pallas Stúdió, Bp., 1997
- Krúdy világa. Zórád Ernő rajzaival; Pallas Stúdió, Bp., 1998
- Pest-budai mozaik. Két háború között. Kor kép regény / Egy vándorfestő ifjúságai, 1911–1951; Dabas Jegyzet Kft., Dabas, 2000
- Kalandozások egy régi fiákeren; ill. Zórád Ernő, szöveg, szerk. Verő László, tan. Köves Szilvia; Fekete Sas, Bp., 2001
- Tabán. A lebontott romantika. Zórád Ernő képemlékei; szövegvál. Fazakas István, tan. Feledy Balázs; Fekete Sas, Bp., 2002

### Fantasztikus történetek
Kuczka Péter szerkesztésében, Zórád Ernő illusztrációival
- Az aranybogár, Fazékember
- Vurdalak család – A Kísértethegy – Mimi – Nasi – Hojcsi legendája[11]

## Díjai, elismerései
- Balassagyarmat városa által alapított Horváth Endre-díj (1991)[12]
- A Magyar Köztársasági Érdemrend tisztikeresztje (2000)
- Tabánért emlékplakett (2000)[13][14]

## Emlékezete
- Emléktábla Budapesten az I. kerületben, a Csap utca-Aladár utca sarki ház falán.[15][16]